# Berta Rosin
Berta Rosin (* 2. Juni 1874 in Frutigen; † 4. Mai 1942 in Worb bei Bern) war eine Schweizer Pädagogin und Schriftstellerin.

## Leben
Berta Rosin absolvierte das Lehrerinnenseminar in Hindelbank (Kanton Bern) und wirkte anschließend als Lehrerin in Oeschenbach. Sie verfasste zahlreiche christlich geprägte Erzählungen für Kinder.

## Werke
- Die Lichthungrigen in der «Buche». Die Leute im «Moos», Barmen 1917
- Bethlis Heireis, Bern 1918
- Neue Gedichte zum Aufsagen in Familie und Sonntagsschule, Bern 1919
- Der Aprikosenkuchen, Elberfeld 1920
- Goldene Herzen, Bern 1920
- Die große Liebe, Elberfeld 1921
- Nur das Kleid, Elberfeld 1922
- Rabauzli und andere Käuzlein, Biglen, Kt. Bern 1923
- Brennessel, Bethel b. Bielefeld 1927
- Der Kuchen, St. Gallen 1927
- Meiresli, Bethel bei Bielefeld 1929
- Die merkwürdige Geschichte eines Weihnachtsgeschenkes. Das Käuzlein, Elberfeld 1932
- Wie Peterli eine Heimat fand, Elberfeld 1933
- Die drittletzte Bank und andere Erzählungen, St. Gallen 1934
- Die große Freude, Lahr-Dinglingen 1934
- Das Käuzlein, Lahr-Dinglingen 1934
- Der Weg zum Himmel, Lahr-Dinglingen 1934
- Weihnachten im Wald, Lahr-Dinglingen 1934
- Christöpheles Weihnachtsgeschenk. Das Käuzlein, Elberfeld 1935
- Doch nun ist Freud und Seligkeit, Lahr-Dinglingen 1935
- Der Kornbauer, Lahr-Dinglingen 1935
- Die Leute im Moos, Lahr-Dinglingen 1935
- Mareilis Verwandtschaft, Lahr-Dinglingen 1935
- Mareilis Verwandtschaft und andere Erzählungen, Konstanz 1935
- Das Neue, Lahr-Dinglingen 1935
- O Kindlein zart, Lahr-Dinglingen 1935
- Daheim, Lahr 1936
- Das Ferienkind, Lahr 1936
- Geh' aus mein Herz!, St. Gallen 1937
- Der Heid, St. Gallen 1937
- Die Ihn im Ernst anrufen. Selig sind die Barmherzigen, St. Gallen 1937
- Mariannelis Freudentag, St. Gallen 1937
- Der Narzissenkranz. Die drittletzte Bank, St. Gallen 1937
- Der Simson, St. Gallen 1937
- So laß die Englein singen! Ferdinandlis Kram, St. Gallen 1937
- Das Tauffest, Lahr-Dinglingen 1937
- Die Vaterhand. Weihnachten auf der Weid, St. Gallen 1937
- Veilchen. Die Adventsblume, St. Gallen 1937
- Die Zwillinge vom Wetterhof, St. Gallen 1937
- In dir ist Freude, Basel 1939
- Allen zur Freud, Basel 1940
- Andreas, der Findling, Marburg 1940
- Tonelis Traum, Marburg 1940
- Die Kinder von Kleinbrunn, St. Gallen 1941
- Die mit den goldenen Herzen, Elberfeld 1941
- Unter dem Holderbaum, St. Gallen 1942
- Feuerlieschen. Das Bärbeli, Bern 1943
- Die Lilie, Bern 1943
- Schneeweiß, Bern 1943
- Des Besenhannes Heiliger Abend, Basel 1944
- Die Musikanten, Bern 1944
- Kathrinchens erste Weihnachtsfeier, Bern 1946
- Schneeweiß, Bern 1946
- Ein spätes Weihnachtsfest, Bern 1946
- Wie das arme Tineli Weihnachten bekam, Bern 1946
- Mareilis Verwandtschaft, Lahr-Dinglingen (Baden) 1950
- O Kindelein zart, Lahr-Dinglingen (Baden) 1950
- Der Stelzer, Möckmühl 1953
- Die drei Hilfen, St. Gallen 1954